# Xemeneia de la Llana
La Xemeneia de la Llana és una obra de Caldes de Montbui (Vallès Oriental) inclosa a l'Inventari del Patrimoni Arquitectònic de Catalunya.

## Descripció
És una xemeneia situada davant de la fàbrica "La llana". És de planta circular amb la base més ample que la part superior. El cos és llis excepte a la part superior on una petita cornisa ressegueix tot el perímetre uns centímetres abans de l'acabament.